# Ratpenat de Fujian
El ratpenat de Fujian (Myotis fimbriatus) és una espècie de ratpenat de la família dels vespertiliònids. És endèmic de la Xina, on viu a les províncies d'Anhui, Fujian, Guizhou, Jiangsu, Jiangxi, Sichuan, Yunnan i Zhejiang, a més de la regió administrativa especial de Hong Kong. Nia en coves i es creu que busca aliment a les zones circumdants. És una espècie en risc mínim, és a dir, no sembla que hi hagi cap amenaça significativa per a la seva supervivència.